# Heunggongvirae
 (Septembre 2021).
 (septembre 2021).
Si vous disposez d'ouvrages ou d'articles de référence ou si vous connaissez des sites web de qualité traitant du thème abordé ici, merci de compléter l'article en donnant les références utiles à sa vérifiabilité et en les liant à la section « Notes et références ».
Domaine
Règne
Phylums de rang inférieur
- Peploviricota
- Uroviricota

Les Heunggongvirae, seuls représentants connus du domaine des Duplodnaviria, sont un règne de virus comprenant tous les virus à ADN double brin qui codent la protéine de capside HK97, le composant principal de la capside virale de ces virus. La capside stocke l'acide désoxyribonucléique (ADN) viral. Ces virus partagent également un certain nombre d'autres caractéristiques, telles qu'une capside icosaédrique, une ouverture dans la capside virale, une protéase qui vide l'intérieur de la capside et une terminase qui emballe l'ADN viral dans la capside.
Le domaine Duplodnaviria a été créé en 2019 en raison de l'importance des caractéristiques communes à ces virus. On y distingue deux groupes de virus :
- les bactériophages à queue de l'ordre des Caudovirales (seul ordre connu de la classe des Caudoviricetes, elle-même la seule connue du phylum des Uroviricota), très divers et omniprésents dans le monde ;
- l'ordre des Herpesvirales (seul ordre connu de la classe des Herviviricetes, elle-même la seule connue du phylum des Peploviricota), qui infectent les animaux.

Les bactériophages à queue sont importants dans l'écologie marine car ils recyclent les nutriments contenus dans la matière organique de leurs hôtes (les bactéries) et font l'objet de nombreuses recherches. Les herpèsvirus sont associés à diverses maladies chez les animaux, y compris les humains où ils sont responsables de la varicelle, des zonas, de l'herpès, de la mononucléose ou encore du lymphome de Burkitt. Une caractéristique commune aux virus de Duplodnaviria est que beaucoup sont capables de persister dans leur hôte pendant de longues périodes sans se répliquer, tout en pouvant refaire surface à l'avenir. C'est notamment le cas du virus de l'herpès simplex, qui provoque des infections récurrentes ou le virus varicelle-zona, qui provoque initialement la varicelle, tôt dans la vie, puis le zona plus tard dans la vie.

## Étymologie
Le nom Duplodnaviria est un portemanteau de Duplo, latin pour double, DNA, à partir du mot anglais pour l'acide désoxyribonucléique (ADN), faisant référence au fait que tous ses membres ont un génome d'ADN double brin, et -viria, qui est le suffixe utilisé pour les realm de virus.